# Entraigues-sur-la-Sorgue
Entraigues-sur-la-Sorgue (okzitanisch Entraigas de Sòrga) ist eine französische Gemeinde mit 8888 Einwohnern (Stand 1. Januar 2022) im Département Vaucluse in der Region Provence-Alpes-Côte d’Azur.

## Lage
Entraigues liegt auf halber Strecke zwischen Avignon und Carpentras, an einem Arm der Sorgue, der als Sorgue d’Entraigues bezeichnet wird. In näherer Umgebung befinden sich die Gemeinden von Althen-des-Paluds, Vedène und Sorgues.

## Einwohnerentwicklung
| Jahr      | 1962 | 1968 | 1975 | 1982 | 1990 | 1999 | 2008 | 2017 |
| --------- | ---- | ---- | ---- | ---- | ---- | ---- | ---- | ---- |
| Einwohner | 2608 | 3357 | 4900 | 5355 | 5788 | 6612 | 7581 | 8472 |

## Sehenswürdigkeiten
In der Altstadt sind Überreste der im 14. Jahrhundert durchgeführten Befestigungen zu sehen. Die Tour des Templiers (welche nicht im Zusammenhang mit dem Templerorden steht) wurde 2006 nach vierzehn Jahren Kleinstarbeit restauriert der Gemeinde übergeben. Der quadratische Turm, der mit 20 Metern Höhe das Ortszentrum überragt, ist ein Relikt einer Burg. Er stammt vermutlich aus dem 11. oder 12. Jahrhundert. Im 13. und 14. Jahrhundert wurden zwei weitere Geschosse und die Zinnen hinzugefügt. Der Turm ist für Besucher geöffnet und bietet auf der oberen Plattform ein schönes Panorama auf den Mont Ventoux, die Dentelles de Montmirail, sowie auf die Monts de Vaucluse.
Die Kirche Saint-Pierre-aux-Liens wurde 1840 aus den Ruinen von Notre-Dame-des-Sept-Douleurs errichtet, die von den Hugenotten zerstört wurde. 2006 wurde sie nach acht Jahren Arbeit grunderneuert.
Die Bastide de Trévouze ist ein Anwesen im provenzalischen Stil. Seit 1997 ist sie ein französisches Kulturdenkmal. Unter Denkmalschutz stehen insbesondere die Turmtreppe, die Fassaden und Dächer des Seitenflügels, als auch das Eingangsportal. Der Name stammt von den ersten Eigentümern der Bastide (Trivulzio).

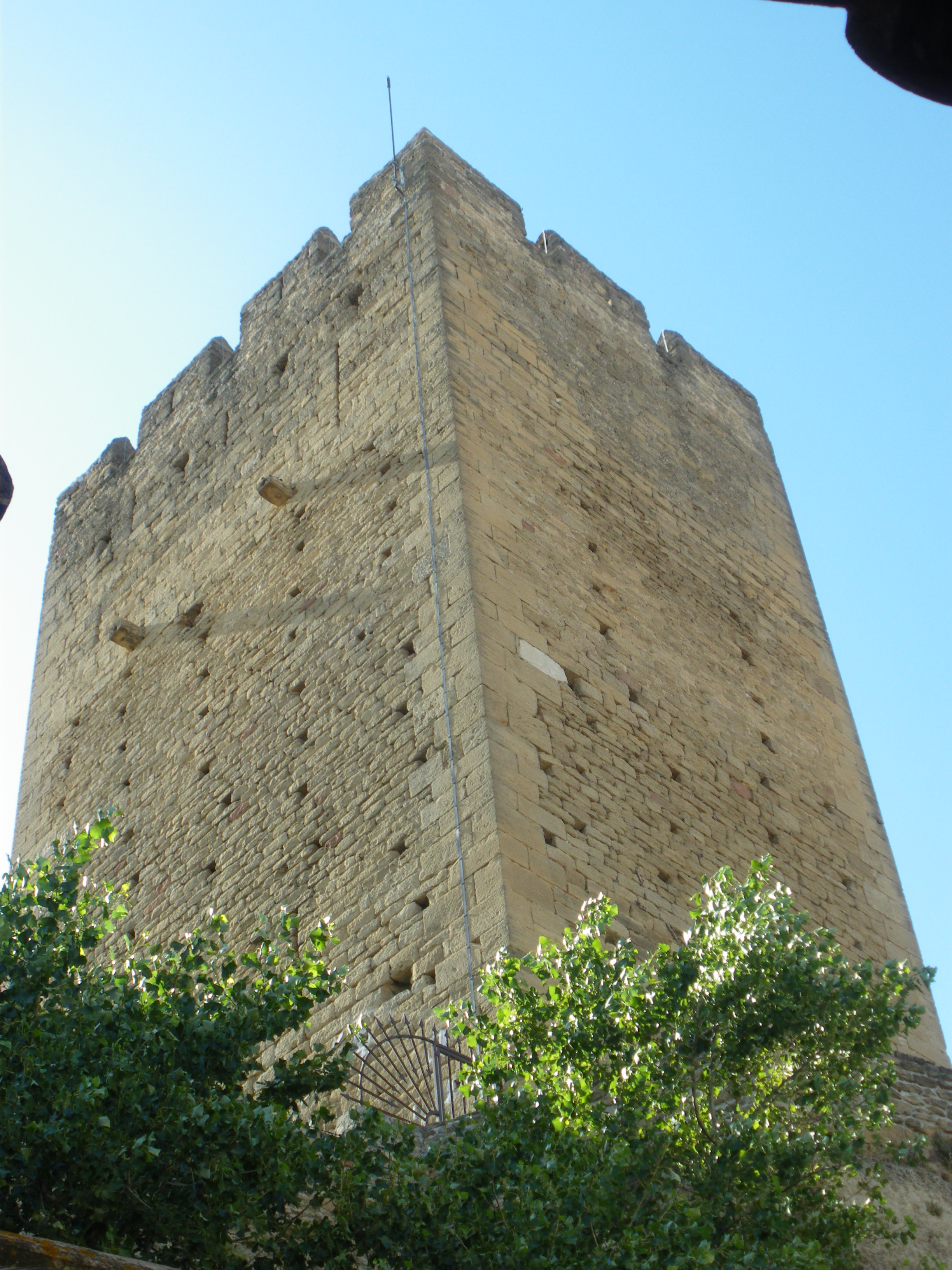
Tour des Templiers
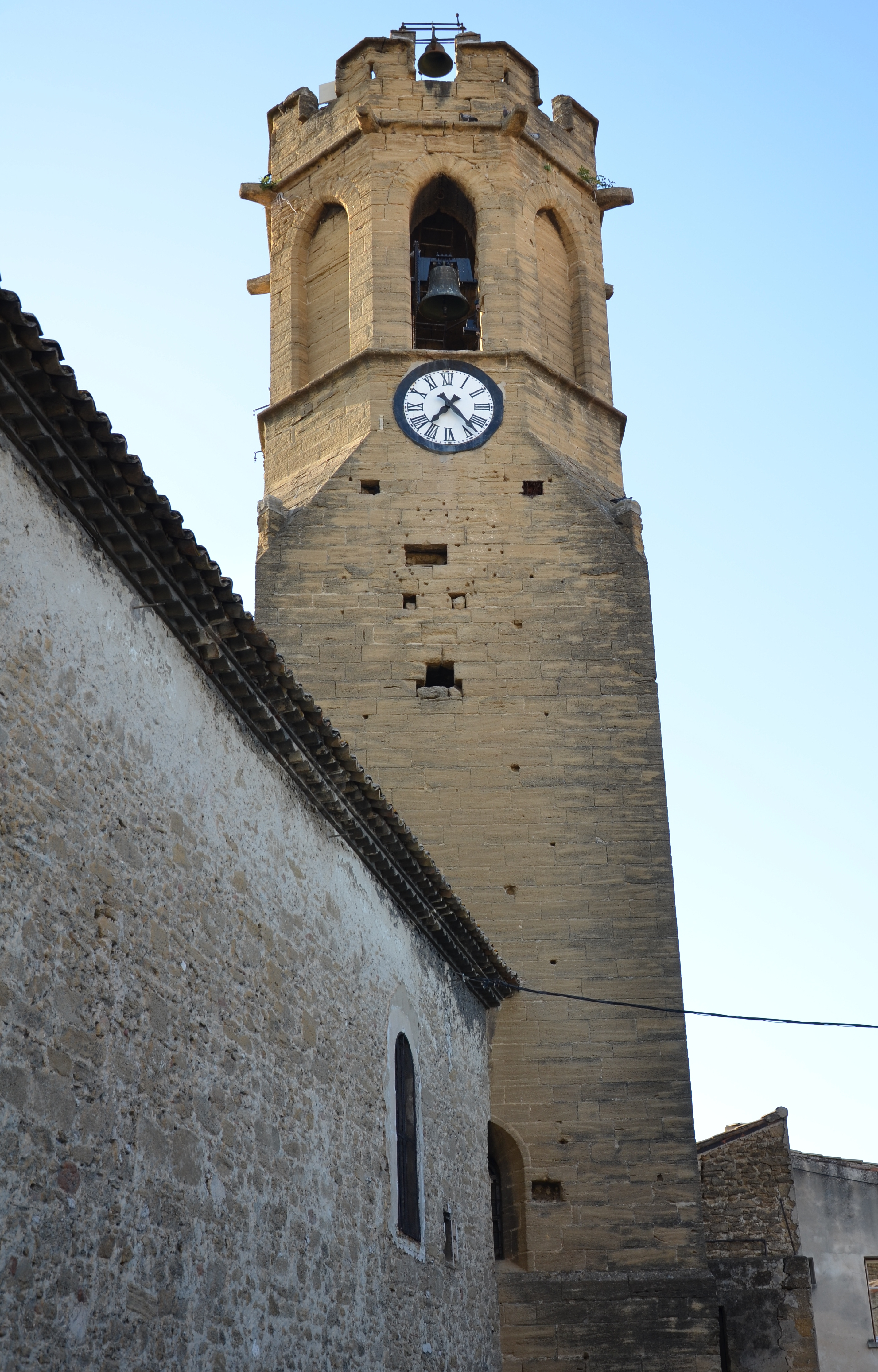
Kirche Saint-Pierre-aux-Liens
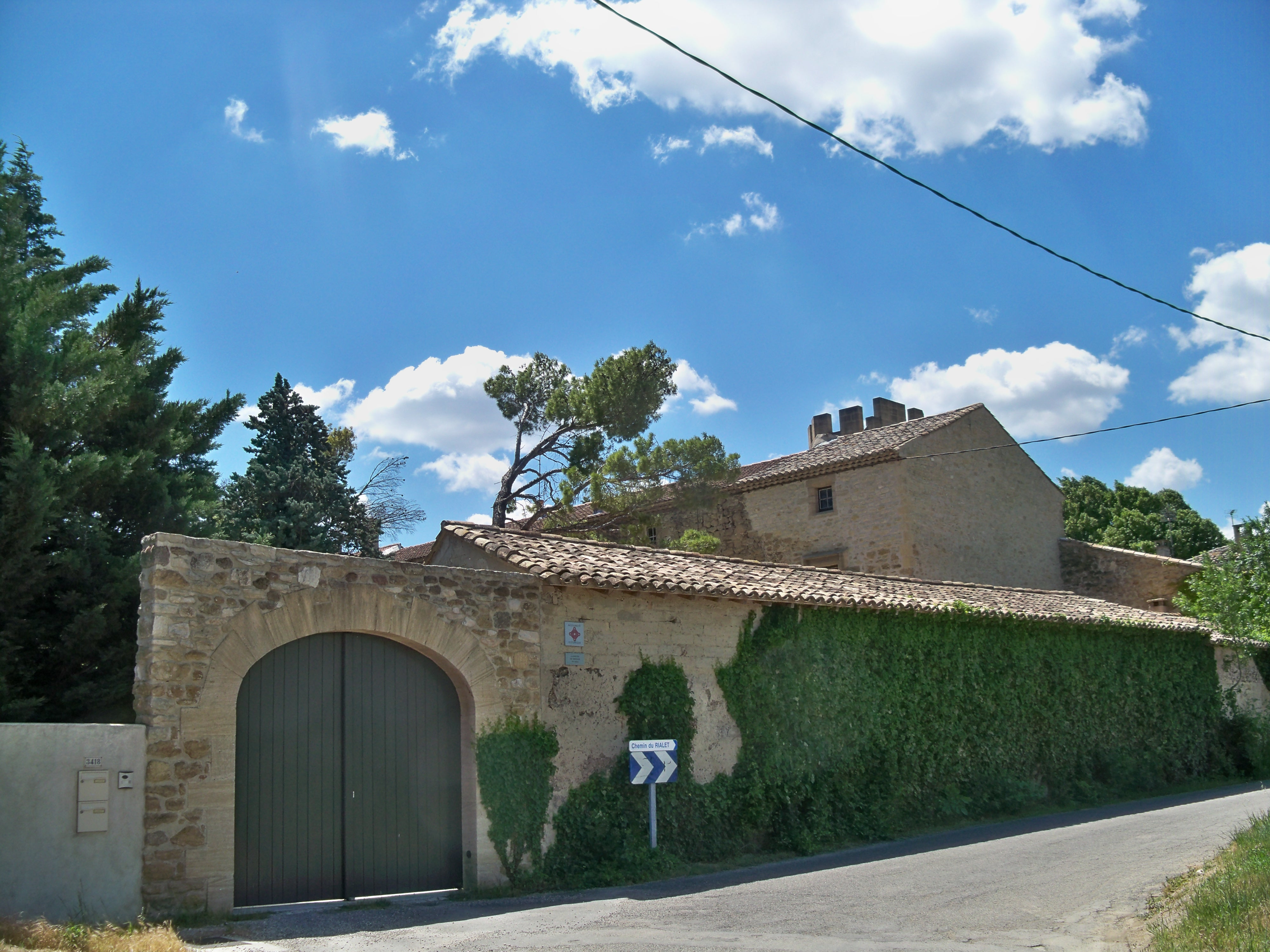
Bastide de Trévouze

## Städtepartnerschaft
- Fossombrone, Marken, Italien